# 科林·根頓
科林‧根頓（英語：Colin Gunton，1941年1月19日—2003年5月6日）是英國的系統神學家。他的著作在創造的教義與三一上帝的教義有大的貢獻。從1984年根頓 在倫敦的King’s College擔任系統神學的教授。1988年他跟Christoph Schwoebel 一起創立系統神學研究學院。從1972年根頓當英國聯合改革教會的牧師。
科林‧根頓在英國的諾丁漢生長，他首先在牛津大學學古典；接後，他繼續在牛津學神學，在羅伯特·巴頓 (Robert Jenson) 指導底下，他在牛津大學完成了神學博士學位。他後來在布倫特伍德聯合改革教會(Brentwood United Reformed Church) 擔任副牧師的職位；他一生在這個教會服事。
1980 年根頓 被指定擔任King’s College系統神學的講師，到1984年他在這個大學成為基督教教義的教授，後來從1988年到1990年他擔任這個大學的基督教教義系的主任。從1993到1997年他擔任神學與信仰系的主任。另外，根頓成立了一個系統神學研究學院，他也擔任這學院的董事長，這個學院吸引全球優秀的學者和研究生。1992年根頓 在牛津大學講一列講課 (Bampton Lectures)，後來這些講課被出版成一本書叫「The One, the Three and the Many」。Gunton 也跟約翰·韋伯斯特和拉爾夫·德爾科爾一起創立國際系統神學的期刊 「International Journal of Systematic Theology」。
根頓被倫敦大學在1993年、阿伯丁大學在1999年、牛津大學在2003年，授予名譽博士學位。他也在King's College得了Fellow of King's College的名稱。

## 著作
根頓最有影響力的寫作就是關於創造與上帝三一的教義。其中有名他的一本書是「The One, the Three, and the Many: God, Creation, and the Culture of Modernity」(1993)，透過這本書根頓提供給讀者深入的分析，討論現代的矛盾關於創造論。根頓其他的寫作如「Yesterday and Today: A Study of Continuities in Christology」，「Father,  Son & Holy Spirit」在西方的學界也很受歡迎。

## 神學思想

### 文化神學是三一論式的創造神學
對根頓來說，神學需要回應文化；他指出文化和神學有密切的關係。若離開文化就不可作神學。根頓指出文化提供給神學一個場景和語境，所以神學與文化有關連。神學和文化一起採用一套共同的語言，神學是文化一個部分。在他的著作「Yesterday and Today」，根頓討論這一點: 「文化所指的正是某一時代主流的知性和藝術性的生活型態，而文化的其中一部分又無可避免地必然為神學反省的工作提供一個場景或語境。神學作為一門知性的學問，跟所處的文化一樣採用一套共同的語言，這樣說來，神學必需是文化的一部分. 」
根頓的立場就是福音需要跟文化對話，文化神學需要發展，文化神學根本是一套三一論式創造神學。對根頓來說，上帝建立世界的基礎，從這個基礎人類發展各種文化和思想。根頓透過人類的文化來發現創造者；事實上他藉著上帝的兒子耶穌基督的福音來理解；在他的著作「The One. the Three and the Many」他主張: 「現代性就正如所有的文化一樣，均需要福音真光的洽療，這福音就是藉著聖靈而道成肉身的那位上帝的兒子，使整個被造世界邁向完全。」 這裡我們可以看到人類文化的主要角色在根頓的神學，而且也可以看到根頓三一論式的創造神學的立場。

### 三一論式的文化神學
對於，被造物的受造本性，根頓強調各種被造物都有獨特性，透過這一點根頓提出這個世界的多元性。然而，根頓仍然深信:「在世上任何地方，還有一個相同的存有和理性結構存在。」根頓認為世界上有一種共同，那就是造物的存有和理性結構，所以根頓形容這種理性結構如下：
...不是柏拉圖式理型或亞里士多德式因果性的樣式，而是三一論式的關係性。後者為上帝的存有和世界的存有之間賦予類比性的關係提供可能性。世界啟示了創造者的手，如何將世界創造於合一與多元、關係性與獨特性這種不平凡的組合之中，而這種組合正正成為一些標記，從它們的類比中彰顯了三一上帝的合一與多元。
正如我們曾經所提過的， 並非要迴避理性給我們的挑戰，而是將它們建立在它們正確的根基上: 不是要建立在非位格化的柏拉圖----亞里士多德式的結構上，而是要建立在上帝藉著祂的兒子和聖靈跟世界所構成的那種自由的位格化關係之上。正是這種三一論式的創造神學，讓上帝成為上帝...讓世 界成為世界，儘管彼此各自是獨特的存有，卻透過創造主和被造物的位格性的中介作用而建立位格性的關係。
這裡，根頓強調在自然的世界有一些標記，這些標記是創造者之手的啟示；透過這些啟示，在某一種人類的文化，我們都看到一些類比和一些獨特；這闡明合一性和多元性。從這種類比，我們可以了解三一上帝的合一和多元在世上彰顯。因此，對根頓來說，我們要把一切理論建立在正確的根基上，他的意思就是我們一切的理論必須要建立在三一上帝，這是根頓的三一論式的創造神學。在這一套的理論，根頓也強調創造主和造物位格性的關係。
如果三一上帝是整個受造世界存在的基礎。那就是三一上帝內在自身的存在結構應該跟三一上帝在經世活動中的存在結構相符，所以三一上帝的存在結構與這個世界發生關係，這個世界就有這種存在結構，換句話說，個世界就按照這種三一存在結構運作。這個受造世界在本質上雖然與上帝本體相異，但在存在的結構上應該帶有三一上帝存在結構的痕跡或印記(marks)，根頓稱這種存在結構的痕跡或印記為三一式的超越性(Trinitarian transcendentals) : 包括互滲互存 (perichoresis) 、從獨特性所理解的實體性(substantiality in particularity)和關係性(relationality)。

### 根頓的教會觀
根頓對於教會的看法也讓我們注意，因為他的想法跟現代的想法有相異。根頓指出現代的教會觀都受著一元論和教制的概念(monistic and hierarchical conceptions of the church)。對根頓來說，這種概念是不適當的，原因就是由於現代的神學沒有對教會的本體作出深入的反省；根頓的立場就是現代神學對教會的理解沒有建立在上帝作為三位一體的存有這概念上。根頓認為三一論是一個神學的難題，但他的看法就是神學需要先解決這難題好，才可以認識正統的教義。根頓指出，因為現代的教會觀缺失神學對教會的理解，所以導致神學沒有探討教義怎麼可以豐富教會群體的知識。因此，根頓提出現代的神學對三一論的忽略，東方和西方的教會都有同樣的問題；他指出東方的教會被柏拉圖主義影響，因為他在這影響下發展，所以東方教會傾向層次或階級方式的观念去思想真實，所以世界被視為由不同層次構成的。在西方，教會則被視為一個與地上王國相似的類比。根頓用居普良(Cyprian)的教會觀來作一個例子，因為這教會用教制式來建立教會的系統，結果教會變成跟軍隊一樣，所以在居普良的教會觀念，主教團被視為「真正」的教會。根頓也不贊成奧古斯丁的教會結構，雖然奧古斯丁認為教會是被信徒來組成，但後來教會被政府承認(君斯坦丁死後)，教會就變成重視組織，結果神職人員被視為教會的真實。對根頓來說，以上的教會模式都不適當，所以他努力建立一個正確的教會觀，那就是以上帝作為三一群體的觀念來建立教會觀。
根頓藉著上帝作為三一群體這觀念來建立他的教會觀。他認為若不按照三一論的指示去看教會的本體，其他不正確的觀念會來填入。因為這個原因，一元和教制的觀念支配基督教的教會觀。根頓指出，現代本體論的背後不是受著新伯拉圖思想的影響，就是受非位格性的影響。根頓認為我們可以根據三一論而發展一種有基督教特色的本體論。根頓相信這種本體論會挑戰現代哲學和思潮，針對他們的錯誤。根頓強調當應用這種上帝三一群體的本體論來把教會視為一個群體，這樣我們才可以來修正教制性或組織性的教會觀。根頓也指出教會的本體論與上帝的本體有著一種類比的關係，教會作為一個群體，可以被視為三一的一種痕跡。

### 教會作為群體
根頓透過「相通」理解上帝的存有，「相通」(communion)的概念是從加帕多家教父和施抒樂士的論點。藉著這個論點，根頓指出社群可以被視為超越性 (a transcendental)。根頓也引用哈迪的論點：社群作為一種超越性是關乎教會(即被救贖的群體)的，但其應用卻可引申至一切受造之物。哈迪解釋，這觀念的目的「是確定一個真正社會所需要的元素，因而讓我們瞭解人類社會的實際情況。」這基本的直覺肯定是正確的:人之為人，就是在上帝裡被造，為上帝而被造，以及與其他人一起被造的。根頓看到受造社群的性質在於教會觀的論述中，透過教會根頓看到人類的狀況，可是教會也有特質，那就是它在基督和聖靈中。所以為了避免教會觀的錯誤，須要發展群體神學。
對根頓而言，被造的世界跟創造主之間有一種關係，雖然上帝和祂所造的世界有別，但藉著相通的概念，人可以追到創造論。這個相通的概念也可以應用在神學關於人類，可以幫我們了解人是一個在關係中的存有(a being in relation)，相通闡明人就是只有在關係中顯示他的整個存有。在「The One, the Three and the Many」這本書，根頓肯定：「從正面來說，人類是一個群居的族類」根頓透過亞當的例子來分析相通的角色在人存有的概念，亞當只透過他跟他者的關係才可以認出他的存有。創造的理解也可以讓我們有正確的教會觀。在新約聖經裡面，教會包括人類的群體，而群體在教會中發會功能，換言之，教會的目的是成為這個相通的媒介和實現，在「The One, the Three and the Many」根頓提出教會是一個群體，首先它與上帝相通，然後是與其他人相通。根頓強調相通的概念，他認為人需要藉著組織來作事，可是相通是基本的，所以關於正確的教會觀，根頓支持教會是一個相通的群體。
關於教會的角色在世上，根頓指出教會在世上是一個群體，它被召「以它的生命去體現上帝給萬有所應許並已開展的復和。」教會的具體性在世界上反映上帝──上帝透過教會的群體臨在這世界，作祂的工。對根頓來說，教會的活動在世上也反映教會的群體性和相通的概念，教會傳福音就是教會和神的道相遇；而且教會的聖餐和洗禮就是教會藉著聖子、聖靈與上帝的愛相通。所以教會在世上是一個群體有一個中介角色(an intermediate community)，它可以把人和上帝拉在一起。教會有一個特別的位置，一方面教會是上帝的群體，另一方面，它在世上的生活中陷入罪中的群體。對根頓來說，雖然教會在世上和罪中的群體有複雜性，但教會可以滲透。

### 教會觀中群體與結構的關係
關於教會的結構，根頓不贊成教會中的層遞結構。然而，因為教會是一個在地上的群體所以一定要有一個群體結構，而也包括了層遞結構。那麼，我們怎麼可以理解根頓教會觀的立場，在根頓教會群體中的結構是什麼？在「三一論與本體論」的文章，作者謝正金指出：根頓主要就是反對一種層遞式的三一上帝觀，而這思想是由於三世紀的神學家俄利根來的。根頓也不會完全接受施抒樂士和東方神學家所倡議的聖父統治觀念。現代的教會觀的問題就是教會對關係的理解，教會內的關係被視為「一個組別永久地隸屬於另一個組別之下，即使那高的組別 ，把它的地位美其名為『服事』。」根頓所唱議在教會內的關係要以乎滲乎存為基礎的教會觀，這是一些重疊的關係模式，在這關係當中不存在著永久性的隸屬結構。因此，「同一個人按著上帝所施與的不同恩賜和恩典，有時是『在下』的，有時是『在上』的」